# Fan (phim)
Fan  là 1 bộ phim Ấn Độ sản xuất năm 2016, do Maneesh Sharma lam đạo diễn và Shah Rukh Khan đóng vai chính. Bộ phim được Aditya Chopra sản xuất dưới danh nghĩa của Yash Raj Film và kể về nỗi ám ảnh của một ngôi sao có vẻ ngoài giống hệt fan hâm mộ. Album nhạc phim được Vishal-Shekhar và Andrea Guerra sáng tác. Bộ phim đã phát hành vào ngày 15 tháng 4 năm 2016.